# Benjamin Lewis Hodge

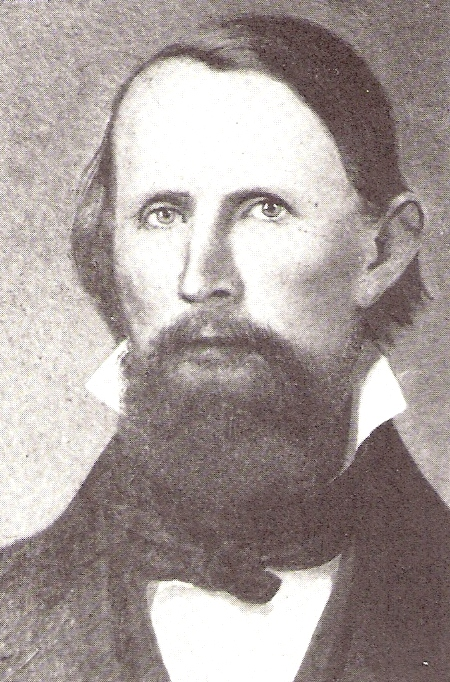
Benjamin Lewis Hodge

Benjamin Lewis Hodge (* 1824 in Tennessee; † 12. August 1864 in Richmond, Virginia) war ein US-amerikanischer Farmer, Jurist und Politiker. Ferner diente er als Offizier in der Konföderiertenarmee.

## Werdegang
Benjamin Lewis Hodge, Sohn von Ann C. Lewis (1797–1848) und John Hodge (1793–1825), wurde ungefähr neun Jahre nach dem Ende des Britisch-Amerikanischen Krieges in Tennessee geboren. Über seine Jugendjahre ist nichts bekannt. Irgendwann zog er nach Louisiana und ließ sich in Shreveport (Caddo Parish) nieder. Er studierte in der Folgezeit Jura und begann nach dem Erhalt seiner Zulassung als Anwalt zu praktizieren. Er heiratete Caledonia Cash. In der Folgezeit saß er im Repräsentantenhaus von Louisiana. 1861 nahm er als Delegierter an der Sezessionsversammlung von Louisiana teil. Nach dem Austritt von Louisiana aus der Union und dem Ausbruch des Bürgerkrieges verpflichtete er sich am 19. September 1861 in der Konföderiertenarmee. Er bekleidete zu Anfang den Dienstgrad eines Captains. In der Folgezeit kandidierte er erfolglos für einen Senatssitz im ersten Konföderiertenkongress. Am 11. November 1861 wurde er zum Colonel in der 19. Infanterie von Louisiana ernannt. Aufgrund seines schlechten Gesundheitszustandes trat er aber am 15. Juli 1862 aus der Armee aus. Er erlitt 1863 eine Niederlage bei seiner Kandidatur für das Amt des Gouverneurs von Louisiana. Am 19. Februar 1864 wurde er zum Colonel und Vorsitzenden Richter am Militärgericht vom Trans-Mississippi Department ernannt. Er wurde dann für den fünften Wahlbezirk von Louisiana in den zweiten Konföderiertenkongress gewählt, wo er am 18. Februar 1864 seinen Posten antrat und diesen bis zu seinem Tod in Richmond am 12. August 1864 innehatte. Sein Leichnam wurde dann nach Shreveport überführt, wo er in einem unmarkierten Grab auf dem Buried Oakland Cemetery beigesetzt wurde.